# Église Notre-Dame-de-la-Nativité de Bérulle
Pour les articles homonymes, voir Église Notre-Dame-de-la-Nativité.
L'église Notre-Dame-de-la-Nativité est une église située à Bérulle, en France.

## Description
Elle possède du mobilier du XVIe siècle comme les statues :
- du Christ en croix en bois polychrome[2],
- un Sébastien en calcaire polychrome[3],
- une vierge à l'enfant en calcaire[4],
- de Claude, Jean-Baptiste et Eloi.
- Des fonts baptismaux avec des décorations représentant Clovis Ier, la Pentecôte, le Massacre des Innocents et le Baptême du Christ[5].

Mais aussi une éducation de Marie, en bois polychrome du XVe siècle ; une Clôture de chœur en fer forgé du XVIIIe siècle.

## Images

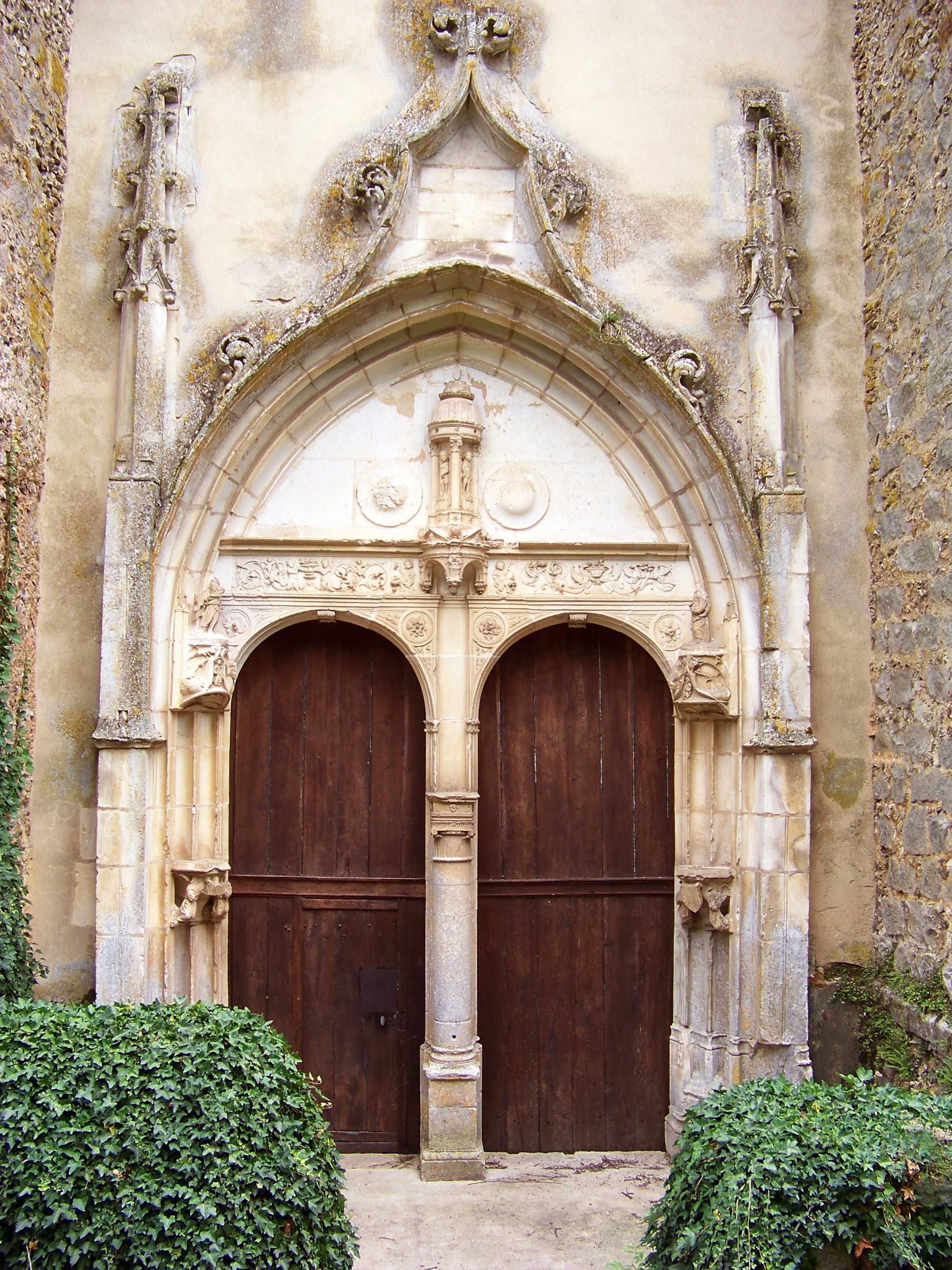
Portail latéral,
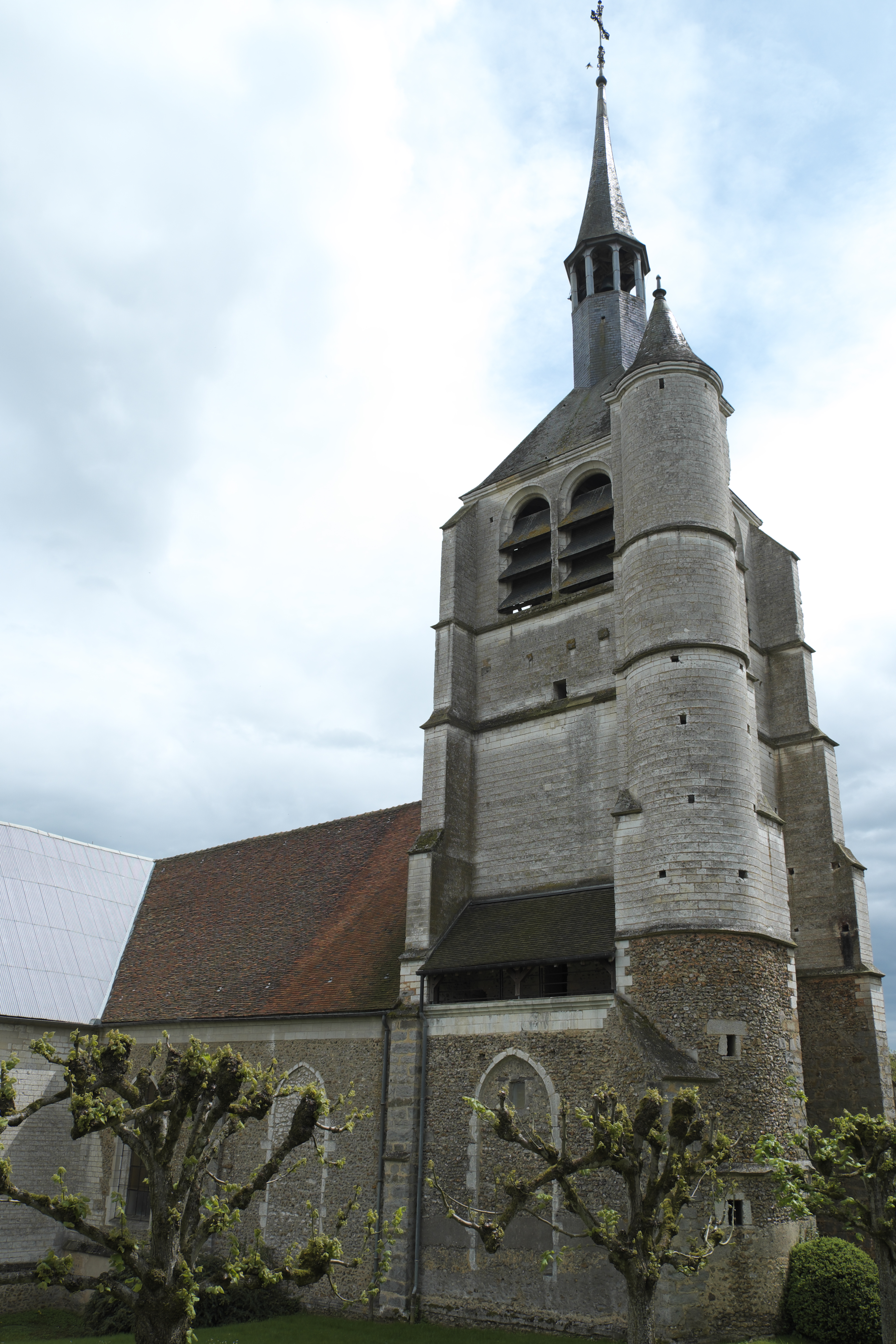
Tour,
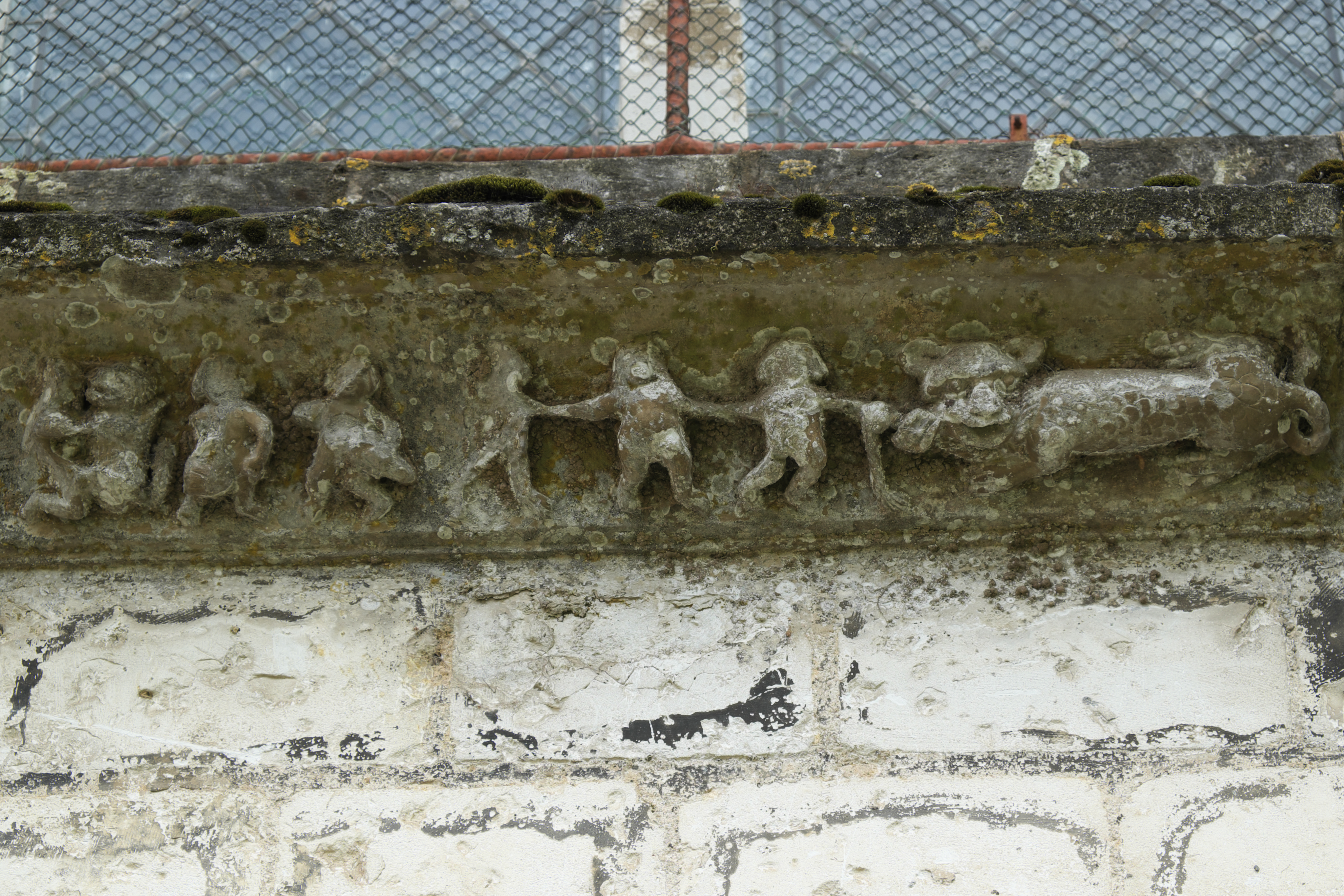
Sculptures de l'extérieur,
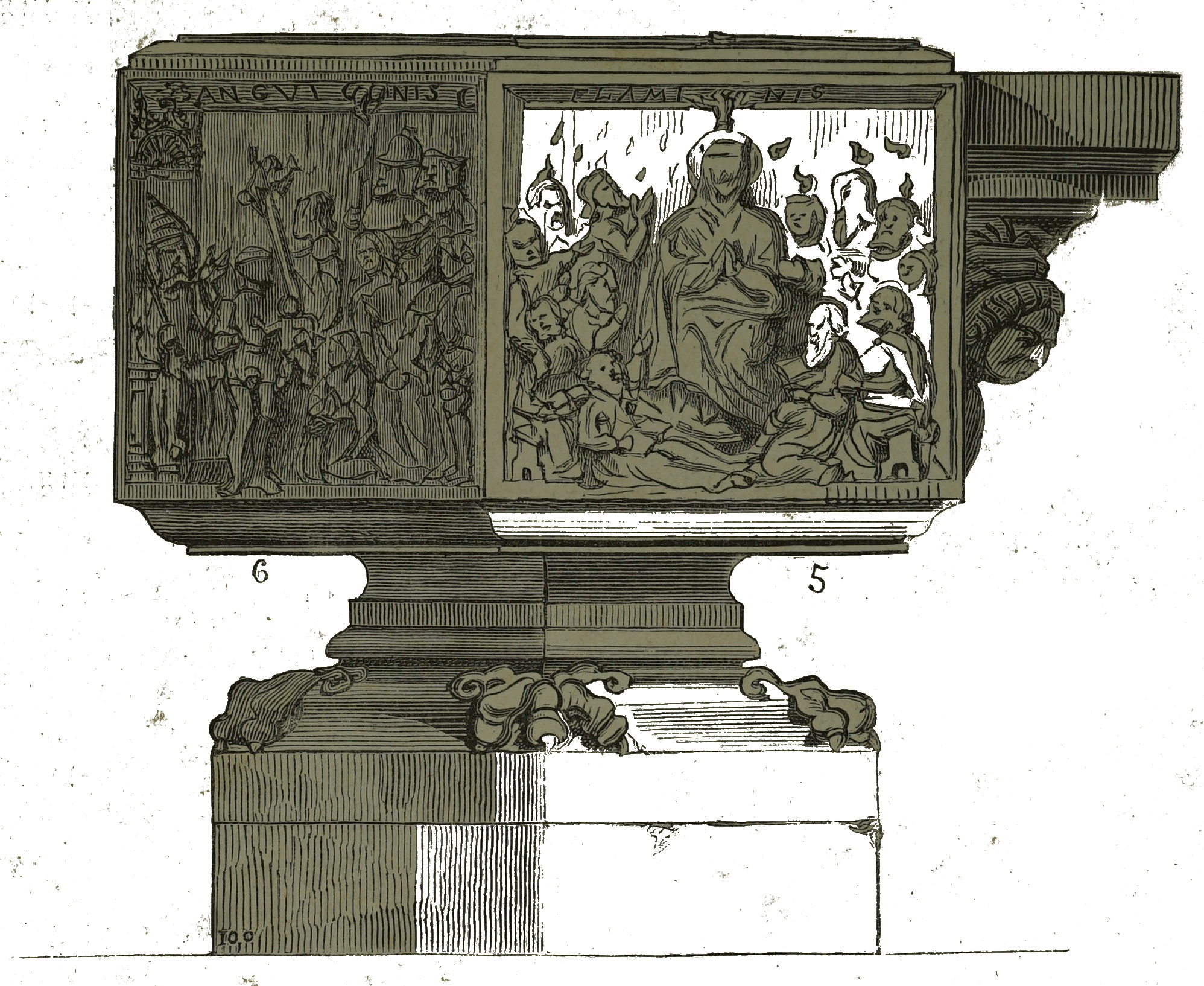
Fonts baptismaux,
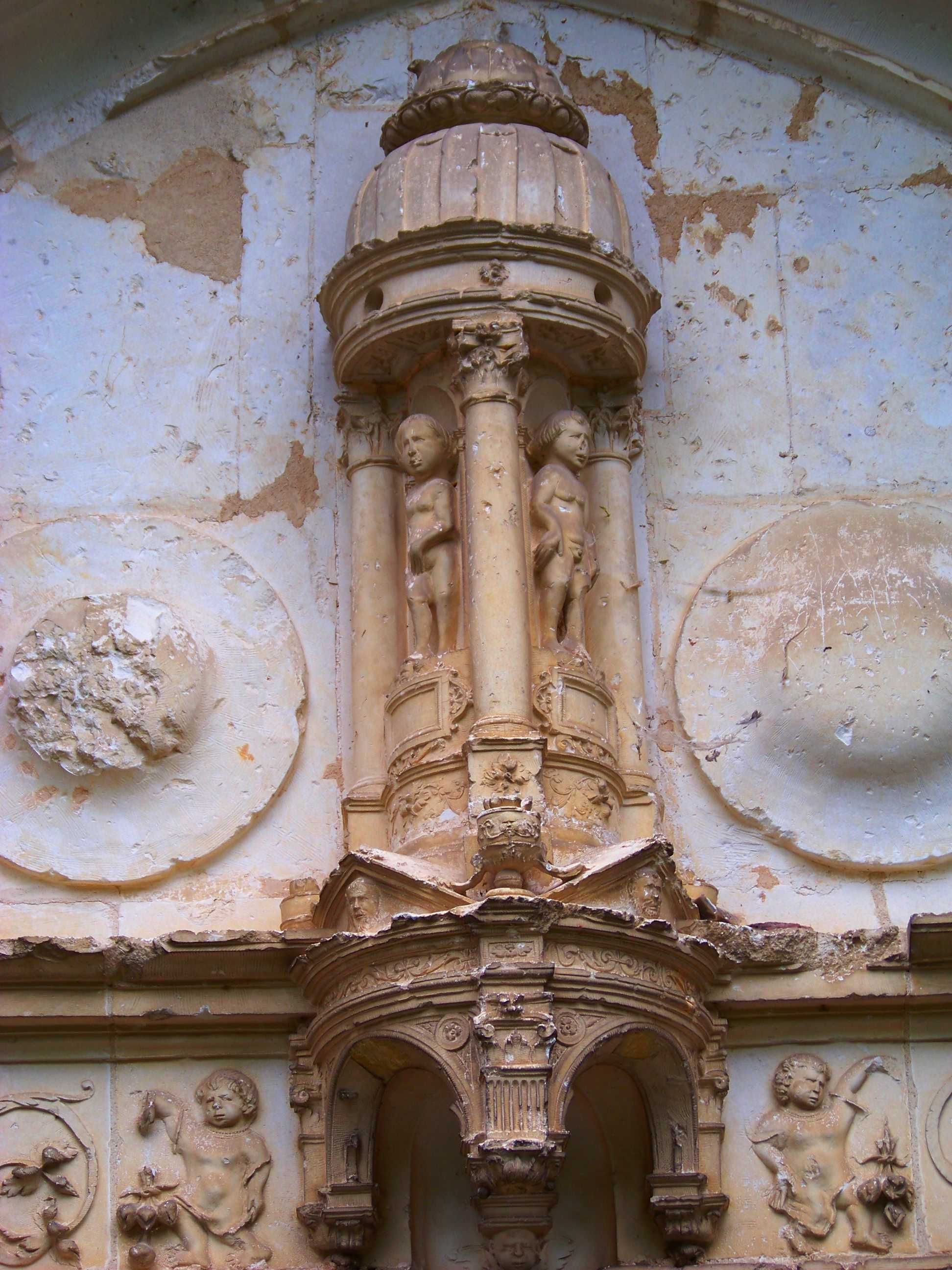
Niche.
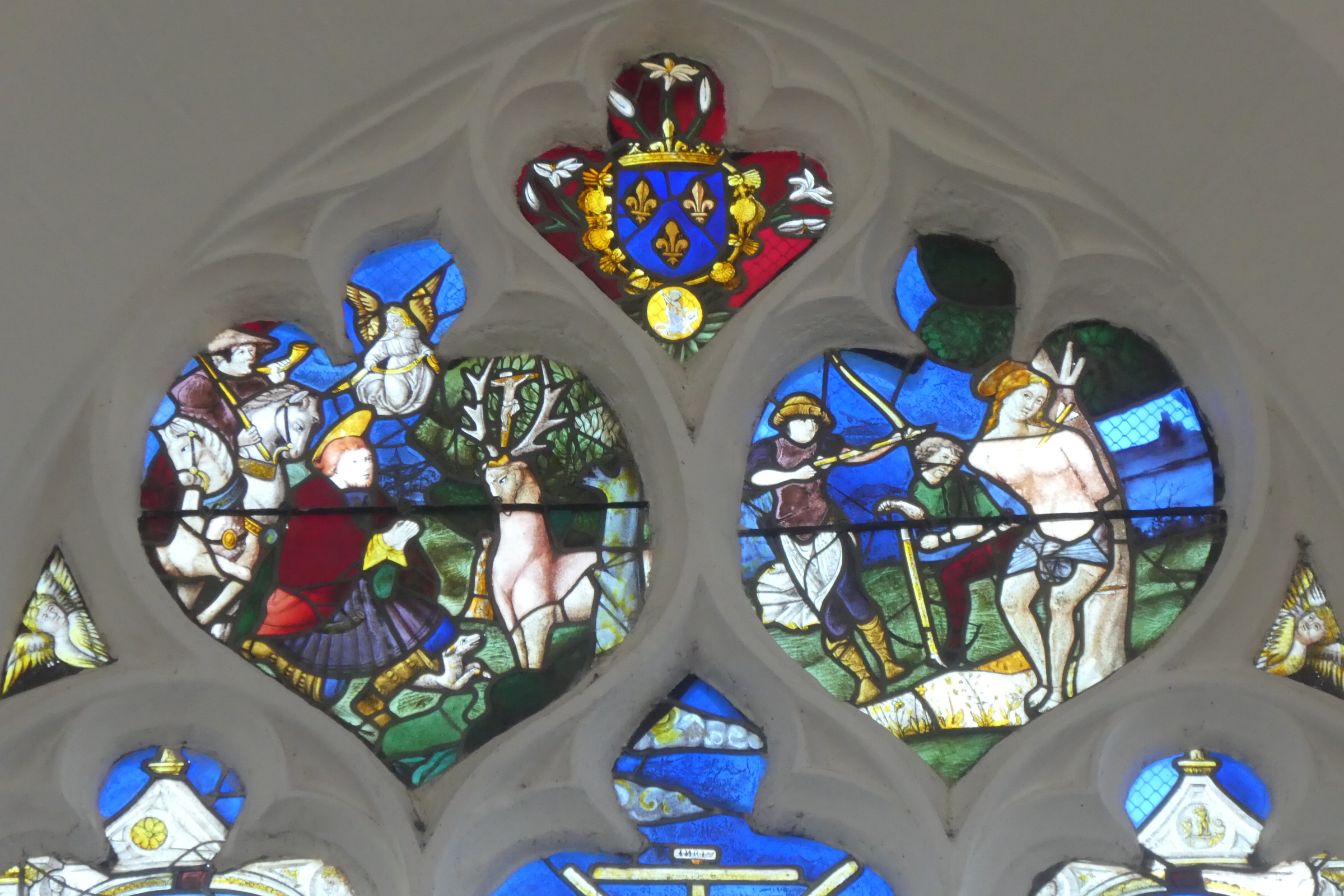
Vitraux.
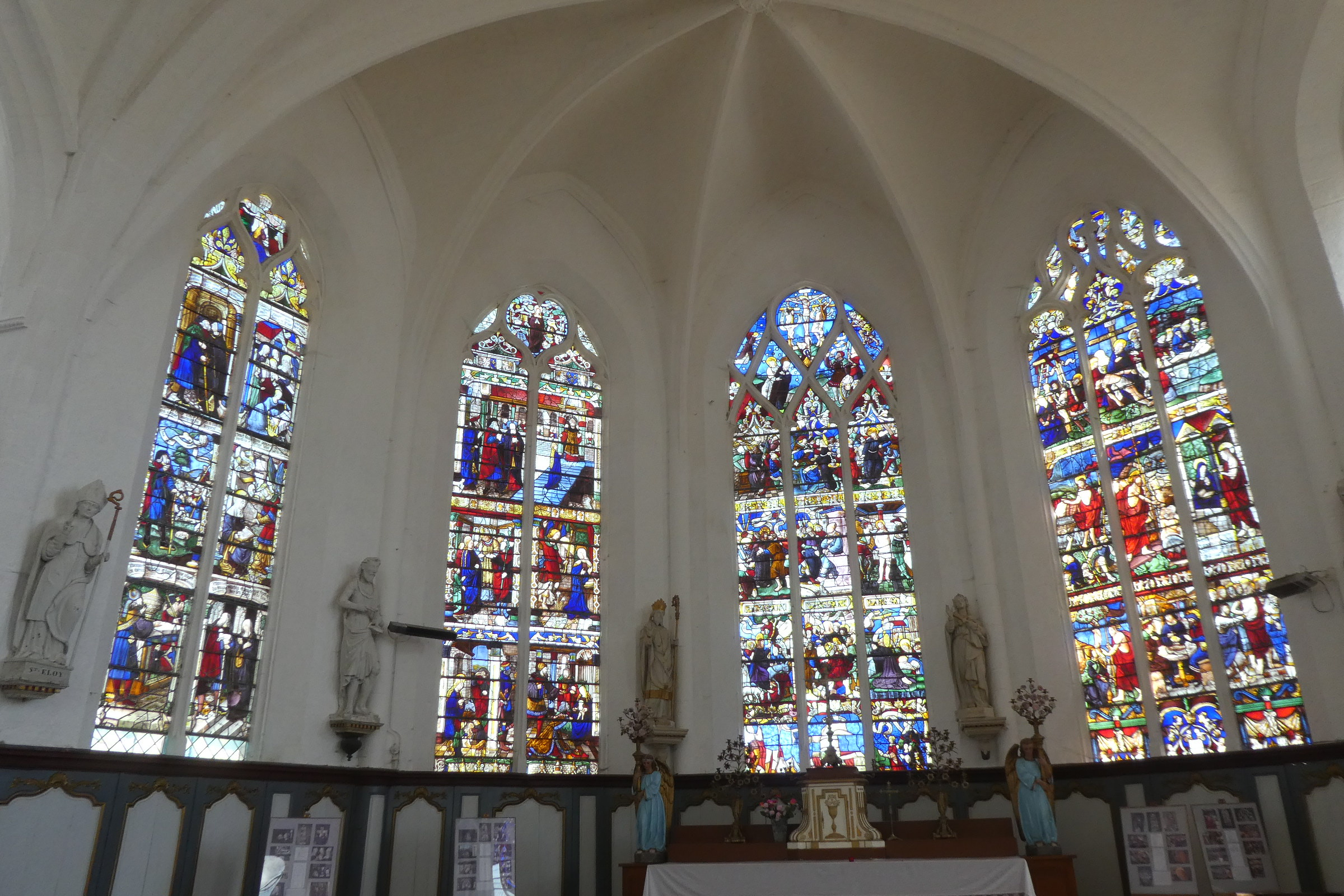
Chœur.
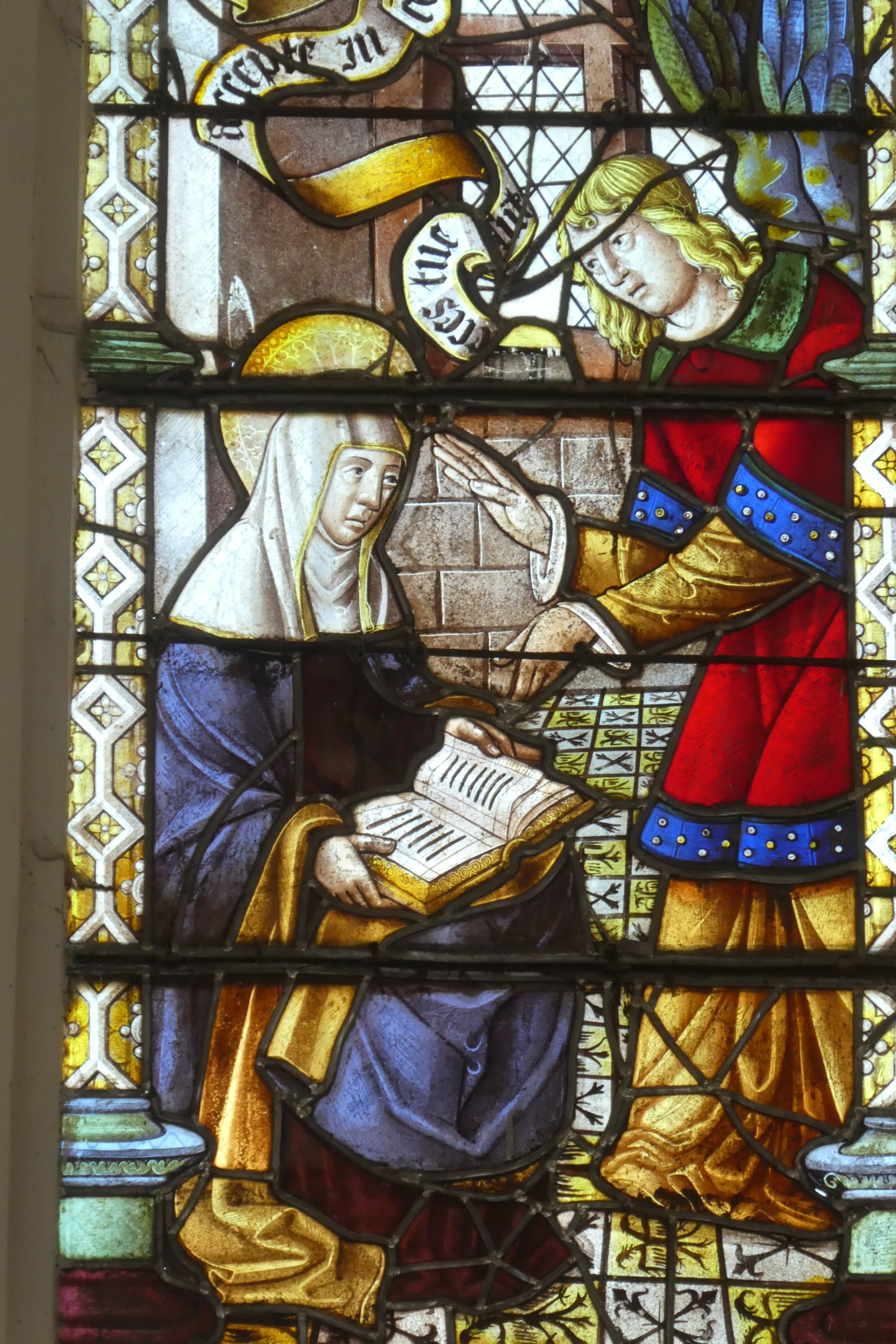
Vitraux.
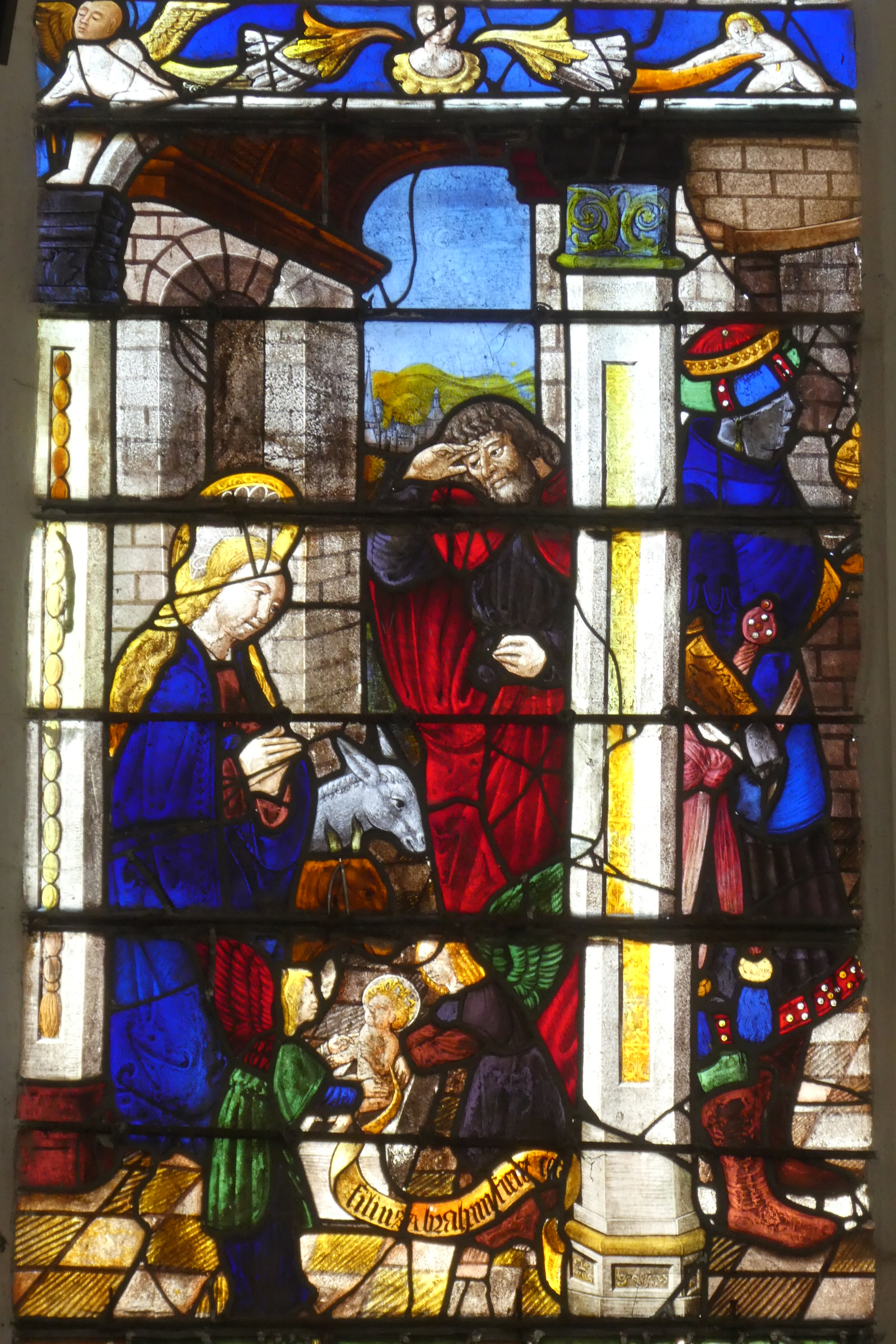
Vitraux.
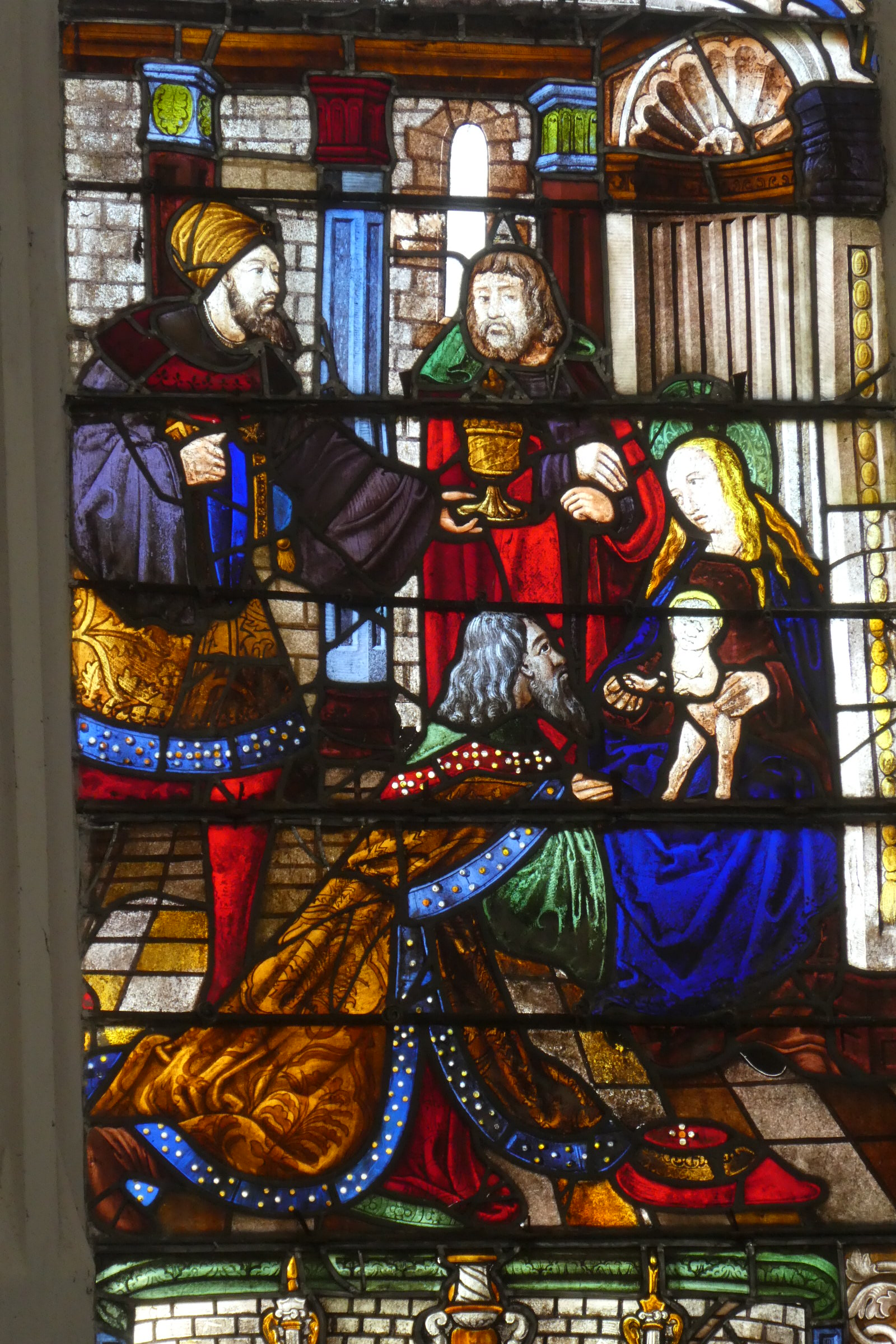
Vitraux.
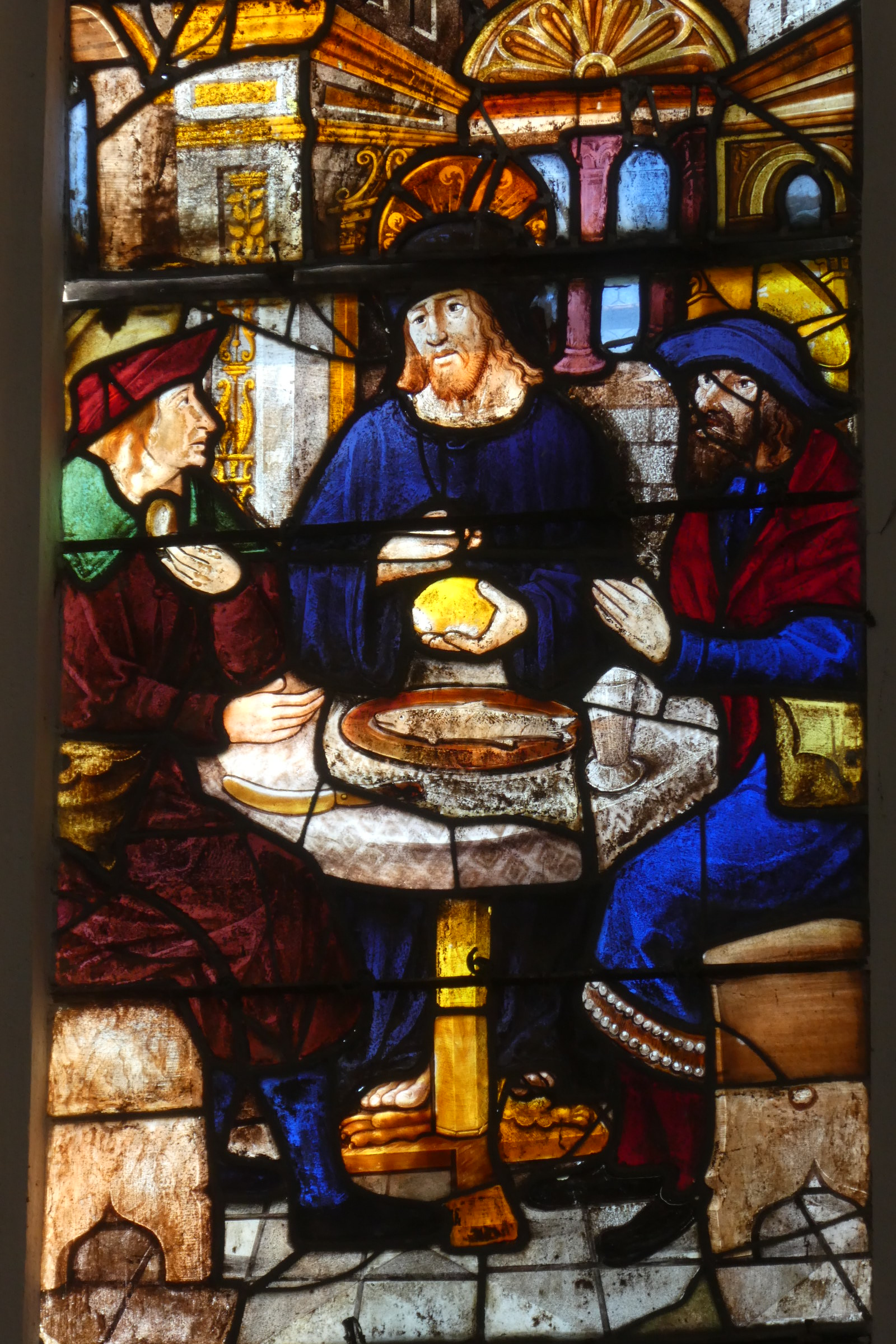
Vitraux.
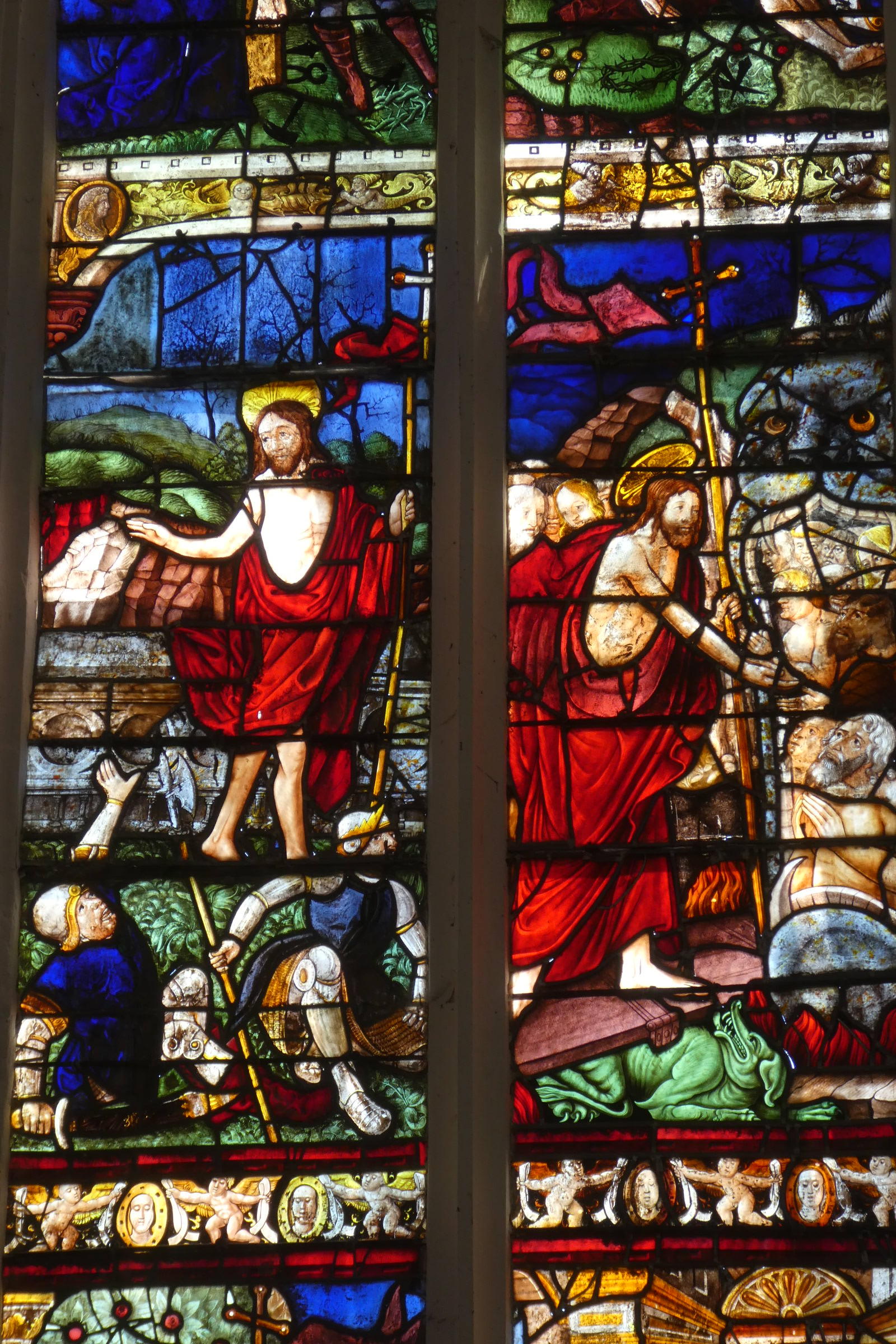
Vitraux.
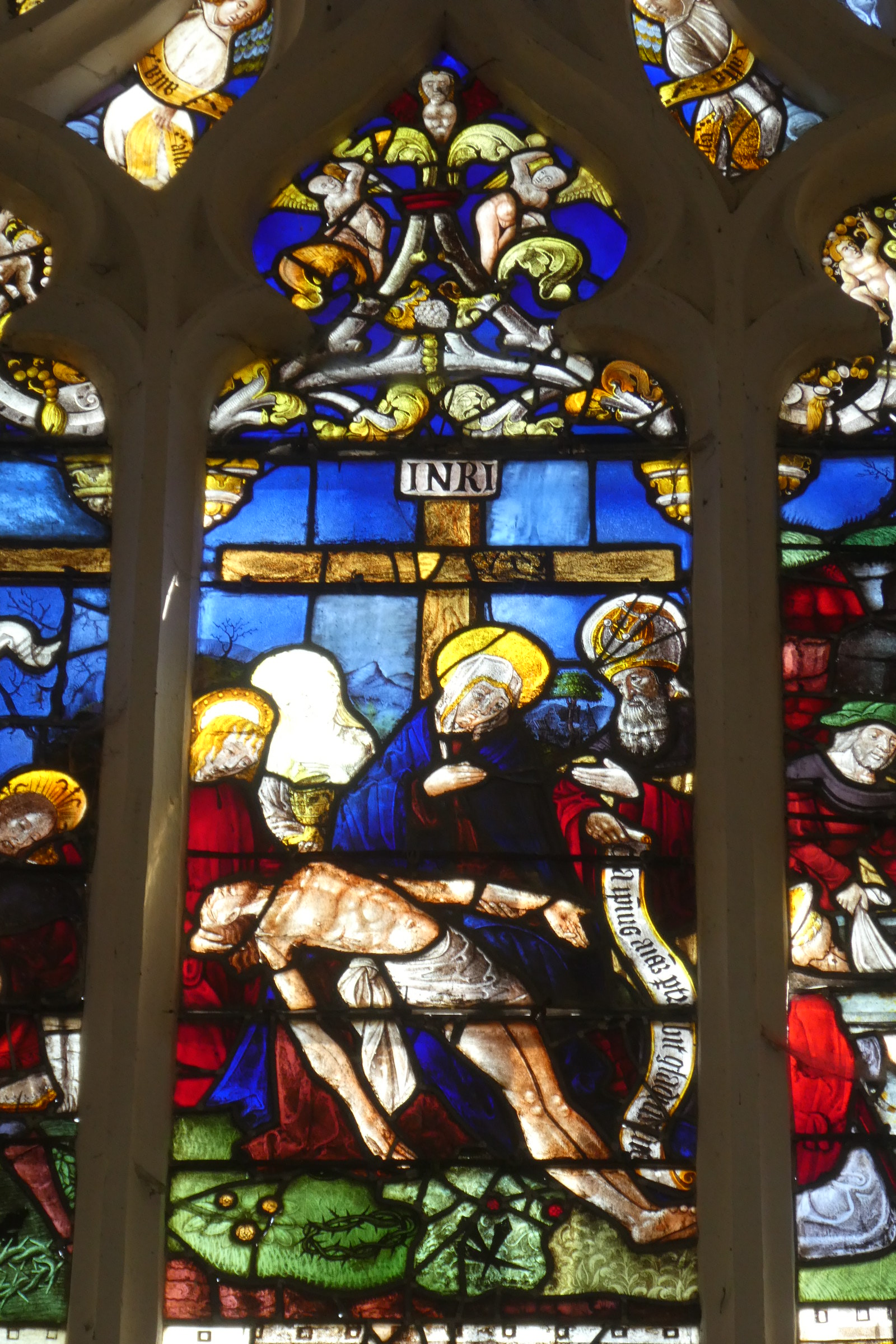
Vitraux.

## Localisation
L'église est située sur la commune de Bérulle, dans le département français de l'Aube.

## Historique
La paroisse relevait du diocèse de Sens et du doyenné de la Rivière de Vanne et à la collation de l'évêque. Entièrement construite au XVIe siècle, elle a été élevée de 1510 à 1515. Viollet-le-Duc la jugeait digne d'être classée comme Monument Historique. Elle l'a été en 1840. Sur le tympan du portail on ajouta au XVIIe siècle, en hommage à Pierre de Bérulle, les deux chapeaux de cardinal. L'église est précédée d'une porte-clocher flanquée d'une tourelle d'angle surmontée d'une élégante petite flèche. Les superbes verrières du XVIe siècle, aux bleus et aux rouges profonds, formées de quarante panneaux, sont classées. 
L'édifice est classé au titre des monuments historiques en 1840.